# Hands Up Who Loves Hot Leg
Hands Up Who Loves Hot Leg pågick under perioden 6-9 augusti 2008 och var det brittiska rockbandet Hot Legs första turné. Det var en miniturné som besökte fyra städer i Storbritannien; London, Birmingham, Manchester och slutligen Glasgow.
Flera av låtarna som spelades kommer att ges ut på bandets kommande debutalbum. Under denna turné spelade de också ett flertal covers, av bl.a. Jennifer Rush, Huey Lewis & the News, Van Halen, Billy Idol och Bonnie Tyler.

## Låtlista
Under turnén spelades dessa låtar:
1. "Theme From Hot Leg"
2. "Chickens"
3. "Trojan Guitar"
4. "You Can't Hurt Me Anymore"
5. "I've Met Jesus"
6. "Gay in the 80's"
7. "Heroes"
8. "Ashamed"
9. "Whichever Way You Wanna Give It"
10. "Prima Donna"
11. "The Power of Love"
12. "The Power of Love"
13. "Cocktails"
14. "Do It in the Dark"
15. "I Believe In A Thing Called Love"

### Övriga låtar
Dessa låtar spelades inte på alla konserter.
- "Hot for Teacher"
- "The Best"
- "White Wedding"

## Datum
| Datum          | Arena                  | Stad       | Land      |
| -------------- | ---------------------- | ---------- | --------- |
| Storbritannien |                        |            |           |
| 6 augusti 2008 | Proud Gallery          | London     | England   |
| 7 augusti 2008 | Birmingham Barfly      | Birmingham | England   |
| 8 augusti 2008 | Roadhouse              | Manchester | England   |
| 9 augusti 2008 | King Tut's Wah Wah Hut | Glasgow    | Skottland |

## Medverkande
- Justin Hawkins - gitarr, sång
- Pete Rinaldi - gitarr, kör
- Samuel Stokes - bas, kör
- Darby Todd - trummor